# Georges Bach
Georges François Bach (nascido em 12 de junho de 1955) é um político luxemburguês que foi deputado ao Parlamento Europeu de 2009 a 2019. Ele é membro do Partido Popular Social Cristão, parte do Partido Popular Europeu.
Ele serviu como Presidente do Sindicato dos Empregados Ferroviários de Luxemburgo, SYPROLUX.